# ألكسي يوريفيتش ريزنيكوف
ألكسي يوريفيج ريزنيكوف (بالأوكرانية: Олексій Юрійович Резніков) محامي، وسياسي أوكراني ولد في (18 يونيو 1966) في مدينة (لفيف, أوكرانيا) نائب رئيس وزراء أوكرانيا، وزير إعادة دمج الأراضي المحتلة مؤقتًا 

## المسيرة المهنية
- نائب رئيس إدارة مدينة كييف (من أبريل 2016 إلى سبتمبر 2018)
- نائب عمدة - سكرتير مجلس مدينة كييف (من يونيو 2014 إلى ديسمبر 2015)
- بأمر من الرئيس فولوديمير زيلينسكي لريزنيكوف بتمثيل أوكرانيا في المجموعة الفرعية السياسية العاملة في مجموعة الاتصال الثلاثية حول تسوية دونباس[4]
- منذ يونيو 2014 نائب في مجلس مدينة كييف
- في 19 يونيو 2014 ، تم تعيينه نائبًا لرئيس بلدية مدينة كييف.

### منذ عام 2015
رئيس الوفد الوطني الأوكراني في مجلس السلطات المحلية والإقليمية لمجلس أوروبا، نائب رئيس مجلس العمدة لمكافحة الفساد؛ عضو فريق الإصلاح من أجل اللامركزية والحكم المحلي والسياسة الإقليمية لوزارة التنمية الإقليمية والبناء والمعيشة المجتمعية في أوكرانيا.